# 吉海直人
吉海 直人（よしかい なおと、1953年 - ）は、日本の国文学者。専門は、中古・中世の物語文学及び和歌文学、百人一首の悉皆研究。同志社女子大学名誉教授。元同志社女子大学特任教授。

## 人物
長崎県生まれ。1977年國學院大學文学部国文科卒。1982年同大学院博士課程単位取得退学。国文学研究資料館助手、1989年同志社女子大学学芸学部助教授を経て、同大学表象文化学部教授。2024年定年退職。
2004年國學院大學博士（文学）、題は「源氏物語の新考察 : 人物と表現の虚実」。小倉百人一首文化財団時雨殿 館長。

## 著書
- 『源氏物語研究 而立篇』影月堂文庫 1983
- 『源氏物語の視角 桐壷巻新解』翰林書房 1992
- 『百人一首の新考察 定家の撰歌意識を探る』世界思想社 1993
- 『『源氏物語』研究ハンドブック 巻別・テーマ別研究文献目録』翰林書房 1994
- 『平安朝の乳母達 『源氏物語』への階梯』世界思想社 1995
- 『百人一首への招待』ちくま新書 1998
  - 『百人一首の正体』角川ソフィア文庫、2016
- 『百人一首の新研究 定家の再解釈論』和泉書院 2001
- 『源氏物語の新考察 人物と表現の虚実』おうふう 2003
- 『「垣間見」る源氏物語 紫式部の手法を解析する』笠間書院 2008
- 『源氏物語の乳母学 乳母のいる風景を読む』世界思想社 2008
- 『だれも知らなかった〈百人一首〉』春秋社 2008、ちくま文庫 2011
- 『百人一首かるたの世界』新典社新書 2008
- 『源氏物語〈桐壺巻〉を読む』翰林書房 2009、角川ソフィア文庫 2021
- 『「いろはかるた」の世界』新典社選書 2010
- 『『住吉物語』の世界』新典社選書 2011
- 『百人一首を読み直す 非伝統的表現に注目して』新典社選書 2011
- 『新島八重 愛と闘いの生涯』角川選書 2012
- 『百人一首で読み解く平安時代』角川選書 2012
- 『2時間でよくわかる新島八重 永久保存版』アスコム 2013
- 『『源氏物語』「後朝の別れ」を読む 音と香りにみちびかれて』笠間書院 2016
- 『『源氏物語』の特殊表現』新典社選書 2017
- 『古典歳時記』角川選書 2018
- 『暮らしの古典歳時記』角川選書 2020
- 『百人一首を読み直す2　言語遊戯に注目して』新典社選書 2020

### 共編著
- 『落窪物語の再検討』翰林書房 1993
- 『女子用往来刊本総目録』小泉吉永編 吉海校訂 大空社 1996
- 『百人一首研究ハンドブック』おうふう 1996
- 尾崎雅嘉『小倉百歌伝註』管宗次共編 和泉書院 1997 百人一首注釈書叢刊
- 『百人一首年表』青裳堂書店 日本書誌学大系 1997
- 『住吉物語』編著 和泉書院 1998
- 『源氏物語研究ハンドブック 巻別・テーマ別研究文献目録』1-3 翰林書房 1999-2001
- 『百人一首註釈書目略解題』 和泉書院 百人一首注釈書叢刊 1999
- 『キリスト教文学を学ぶ人のために』安森敏隆、杉野徹共編 世界思想社 2002
- 『松浦宮物語 改訂版』久保田孝夫、関根賢司共編 翰林書房 2002
- 『百人一首研究資料集』全5巻 クレス出版 2004
- 『カメラが撮らえた新島八重 山本覚馬 新島襄の幕末・明治』編著 中経出版 ビジュアル選書 2013
- 『三十六歌仙 日本の古典』角川ソフィア文庫 ビギナーズ・クラシックス 2021

## 論文
- <吉海直人